# Ave Verum Corpus (Mozart)
Ave Verum Corpus K 618 in Re maggiore è un mottetto di Wolfgang Amadeus Mozart, basato sull'inno eucaristico omonimo del XIV secolo. Questa di Mozart è di gran lunga la composizione più celebre basata su questo testo. Il mottetto per coro misto, archi e organo, è stato composto dall'autore salisburghese a Baden, nei pressi di Vienna, nel 1791, pochi mesi prima della prematura morte.

## Storia
Nell'estate del 1791 Mozart aveva raggiunto la moglie Constanze a Baden dove lei, in attesa del sesto figlio, si trovava per delle cure termali; qui il compositore scrisse in poco tempo, probabilmente fra il 17 e il 18 giugno, un breve mottetto, l'Ave Verum Corpus, affinché venisse eseguito per la solennità del Corpus Domini nella chiesa di Baden. Mozart, per sdebitarsi di alcuni favori ricevuti, dedicò il lavoro all'amico Anton Stoll, Kapellmeister e direttore del coro della parrocchia di Baden.

## Analisi
Mozart, anche se aveva avuto sempre interesse per la musica sacra, preferì scrivere altri generi di composizioni e la sua produzione in tal senso non è molto numerosa; annovera comunque diverse messe, Litanie, mottetti e altri lavori. La maggior parte della musica sacra era stata scritta da Mozart durante gli anni in cui era al servizio presso la corte dell'arcivescovo Colloredo a Salisburgo; all'ultimo periodo della sua vita appartengono invece tre composizioni: l'Ave Verum Corpus, la Messa in do minore K 427 e il Requiem K 626.
Il mottetto è scritto per coro misto SATB, orchestra d'archi e organo; sulla partitura autografa Mozart indicò soltanto la data in cui lavorò alla composizione, il 17 giugno, e una sola indicazione: sotto voce.
Il brano è molto semplice ed è di sole 46 battute. Dopo l'introduzione orchestrale segue l'entrata del coro; dopo un lineare sviluppo, l'orchestra porta il brano alla conclusione. La grande semplicità del pezzo è dovuta in parte alle indicazioni date dalla corte di Vienna che esigeva la massima essenzialità per le opere religiose; questa caratteristica non ha certo privato la piccola composizione di una grande espressività, che seppure nella sua linearità, l'ha resa un gioiello. L'attenzione alla pulizia dei timbri e la grande cura data all'utilizzo delle parole nel loro significato, la grazia della scrittura chiara e sommessa ne fanno uno dei momenti più alti del genio mozartiano.

### Rivisitazioni successive
- Franz Liszt trascrisse nel 1862 il mottetto per pianoforte e successivamente per organo.
- Pëtr Il'ič Čajkovskij nel 1887 rielaborò questa celebre pagina nella preghiera che costituisce il terzo movimento della Suite n. 4, op. 61, nota come Mozartiana.